# Sergiu Popovici
Sergiu Cristian Popovici (Făget, Rumanía, 23 de marzo de 1973) es un futbolista rumano que actualmente juega en el Real Murcia Club de Fútbol de la Segunda División RFEF.

## Trayectoria
Popovici se formó en la cantera del LPS Banatul Timişoara, antes de ingresar en 2011 en el CS Flacara Faget. 
El 25 de enero de 2012, firmó por el FC Vaslui. El 17 de agosto de 2012, Popovici junto con Răzvan Neagu y Valter Heil, fue cedido al CSU Voința Sibiu, pero regresó a Vaslui unos meses más tarde cuando el club desapareció.
El 11 de marzo de 2013, Popovici debutó en la Liga I con el FC Vaslui en el empate 1-1 contra Gloria Bistrița.
En julio de 2014, el lateral izquierdo firmó por el Academica Clinceni en el que jugó durante la temporada 2014-15.
En la temporada 2015-16, firmó por el Fotbal Club Botoșani en el que jugaría durante dos temporadas en la Liga I.
En julio de 2017, firma por el Club Sportiv Gaz Metan Mediaș de la Liga I, en el que juega durante una temporada.
En la temporada 2018-19, jugaría durante la primera vuelta de la competición en el Fotbal Club Dinamo de Bucarest y en enero de 2019, firma por el FC Hermannstadt de la Liga II.
El 14 de febrero de 2020, firma por el SSU Politehnica Timisoara de la Liga II.
El 23 de agosto de 2021, tras un período a prueba, firma como jugador del Real Murcia Club de Fútbol de la Segunda División RFEF.

## Internacional
En 2011, fue internacional con la selección de fútbol de Rumanía sub-19, con la que participó en 3 ocasiones.

## Clubes
| Club                           | País    | Temporadas |
| ------------------------------ | ------- | ---------- |
| CS Flacara Faget               | Rumanía | 2011−2012  |
| FC Vaslui                      | Rumanía | 2012−2014  |
| CSU Voința Sibiu (Cedido)      | Rumanía | 2012       |
| FC Academica Clinceni          | Rumanía | 2014−2015  |
| Fotbal Club Botoșani           | Rumanía | 2015−2017  |
| Club Sportiv Gaz Metan Mediaș  | Rumanía | 2017−2018  |
| Fotbal Club Dinamo de Bucarest | Rumanía | 2018       |
| FC Hermannstadt                | Rumanía | 2019       |
| SSU Politehnica Timișoara      | Rumanía | 2019-2020  |
| Real Murcia Club de Fútbol     | España  | 2021-      |